# Paraprotomyzon bamaensis
Paraprotomyzon bamaensis är en fiskart som beskrevs av Tang, 1997. Paraprotomyzon bamaensis ingår i släktet Paraprotomyzon och familjen grönlingsfiskar. Inga underarter finns listade i Catalogue of Life.